# Sunes tusen tjusarknep
Sunes tusen tjusarknep utkom 2008 och  är den 25:e boken i Suneserien av de svenska författarna Anders Jacobsson och Sören Olsson.

## Bokomslaget
Bokomslaget visar Sune, som håller i en bok.

## Handling
Sune gillar inte att läsa böcker, men när hans lärarinna tvingar dem väljer han den tunnaste, som heter "Kärlekens språk" och visar sig kunna ge Sune tjejtjusartips.
Hans mamma Karin, som är bibliotekarie, skall till Bokmässan i Göteborg och möta en person från USA, och hela familjen Andersson följer med. Sune tror det skall bli trist, med tråkiga böcker och tanter, men han träffar flera snygga tjejer i passande ålder, och hittar bra böcker. I Göteborg sker mycket tokigheter på restaurangen och hotellet, bland annat gör pappan Rudolf bort sig.
I Sunes klass börjar även två tvillingar, Harry och Karry von Brååk, vilka är tuffa men rädda för tjejbaciller.

### Fotnoter
1. ↑  ”Sunes tusen tjusarknep” (på engelska). Worldcat. 16 mars 2008. https://www.worldcat.org/title/sunes-tusen-tjusarknep/oclc/251363140&referer=brief_results. Läst 29 mars 2015.